# Мрожевиці
Мрожевиці (пол. Mrożewice) — село в Польщі, у гміні Паженчев Зґерського повіту Лодзинського воєводства.
Населення — 118 осіб (2011).

## Демографія
Демографічна структура станом на 31 березня 2011 року:
|          | Загалом | Допрацездатний вік | Працездатний вік | Постпрацездатний вік |
| -------- | ------- | ------------------ | ---------------- | -------------------- |
| Чоловіки | 63      | 15                 | 38               | 10                   |
| Жінки    | 55      | 12                 | 31               | 12                   |
| Разом    | 118     | 27                 | 69               | 22                   |